# Bernardo Suárez
Bernardo Suárez (1723, Santiago de Compostela - 1770) fue un monje agustino.
Entró a la orden de los agustinos y fue lector de Artes y Moral en el Colegio de Valladolid. En 1750 fue destinado a Filipinas y laboró en los cargos de procurador general y prior provincial.
Entre sus obras se encuentran: Respuesta apologética al Memorial del Señor Arzobispo de Manila, Consulta canónica sobre elecciones regulares y Respuesta a la real cédula de 1767, donde se propone la enseñanza de la doctrina cristiana a los indios en lengua castellana.